# Baissac (Cruesa)
Bèiçac (en francès Beissat) és una comuna (municipi) de França, a la regió de la Nova Aquitània, departament de la Cruesa, al districte d'Aubusson i cantó de La Courtine.
La seva població al cens de 1999 era de 31 habitants, la comuna menys poblada del departament. Està integrada a la Communauté de communes des Sources de la Cruesa.

## Demografia
| 1968 | 1975 | 1982 | 1990 | 1999 |
| ---- | ---- | ---- | ---- | ---- |
| 145  | 130  | 78   | 94   | 75   |

## Administració
| Període | Identitat      | Partit |
| ------- | -------------- | ------ |
| 2001-   | Gérard Rougier |        |